# Queso Leyden
El queso Leyden (denominado en holandés: komijnekaas, lit. queso de comino) es un queso especiado tradicional de la cocina holandesa que se elabora con leche de vaca, al que se le añade algún colorante natural.
El queso se produce principalmente en las factorías ganaderas de la comarca de Leiden. Es muy similar al queso Gouda.
Los quesos de este tipo con denominación de origen protegida son los Boeren-Leidse met sleutels.